# Is-sur-Tille
Is-sur-Tille é uma comuna francesa na região administrativa da Borgonha-Franco-Condado, no departamento de Côte-d'Or. Estende-se por uma área de 22,5 km². Em 2010 a comuna tinha 4 462 habitantes (densidade: 198,3 hab./km²).